# Andrei Ciobanu
Andrei Virgil Ciobanu (sinh ngày 18 tháng 1 năm 1998) là một cầu thủ bóng đá người România thi đấu ở vị trí tiền vệ cho Viitorul Constanța.

## Danh hiệu

### Câu lạc bộ
Viitorul Constanța
- Liga I: 2016–17